# Excalibur (альбом Grave Digger)
Excalibur — дев'ятий студійний альбом німецького хеві-метал гурту Grave Digger, в якому розповідається історія про короля Артура і лицарів Круглого столу. До складу бек вокалістів на альбомі увійшли Піт Сілк, Хансі Кюрш, Хакі Хакманн + Болтендаль.

## Список композицій
Усі тексти написали Кріс Болтендаль і Івонне Торхауер. Усю музику — Болтендаль/Луліс, за виключенням вказаного.
1. «The Secrets of Merlin» (2:38)
2. «Pendragon» (4:21)
3. «Excalibur» (4:46)
4. «The Round Table (Forever)» (5:10)
5. «Morgane le Fay» (5:16)
6. «The Spell» (4:39)
7. «Tristan's Fate» (3:39) (Болтендаль/Луліс/Бекер)
8. «Lancelot» (4:45)
9. «Mordred's Song» (4:01) (Болтендаль/Луліс/Бекер)
10. «The Final War» (4:02)
11. «Emerald Eyes» (4:05) (Болтендаль/Катценбург)
12. «Avalon» (5:50)

## Обмежене діджіпак видання
13. «Parcival» (4:59)

## Учасники
- Кріс Болтендаль — вокал
- Уве Луліс — гітара
- Єнс Бекер — бас-гітара
- Штефан Арнольд — ударні
- Ханс H.P. Катценбург — клавішні

## Зміст альбому
- Альбомів міфів про короля Артура.
- «Pendragon» — про Утера Пендраґона, батька Артура.
- «Excalibur» — про могутній меч Артура.
- «The Round Table (Forever)» — описуються принципи лицарів Круглого столу.
- «Morgane Le Fay» — про відьму Морґану.
- «The Spell» — про чарівну Німуе, яка використала Мерліна, щоб отримати його силу, після обіцянок сексу і кохання.
- «Tristan's Fate» — про трагічну історію Трістана і Ізольди. Тут Трістан — лицар Круглого столу (в деяких розповідях Трістан зовсім не пов'язаний з Артуром)
- «Lancelot» — про кохання Ланселота (лицар Артура) до Ґвіневери (дружина Артура).
- «Mordred's Song» — про зраду Мордреда.
- «The Final War» — про останню битву Артура і Мордреда, яка закінчилась смертельним пораненням Артура.
- «Emerald Eyes» — останні слова Артура до Ґвіневери.
- «Avalon» — про чарівні острови куди пішов Артур і де він помер.
- «Parcival» — про лицаря Парсівала і його похід за Святим Граалем.